# 滴灌

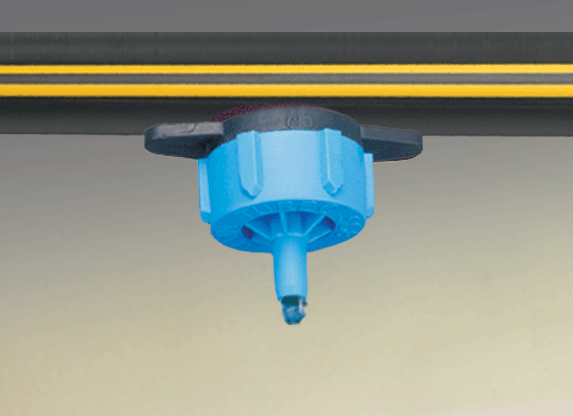
滴管滴水

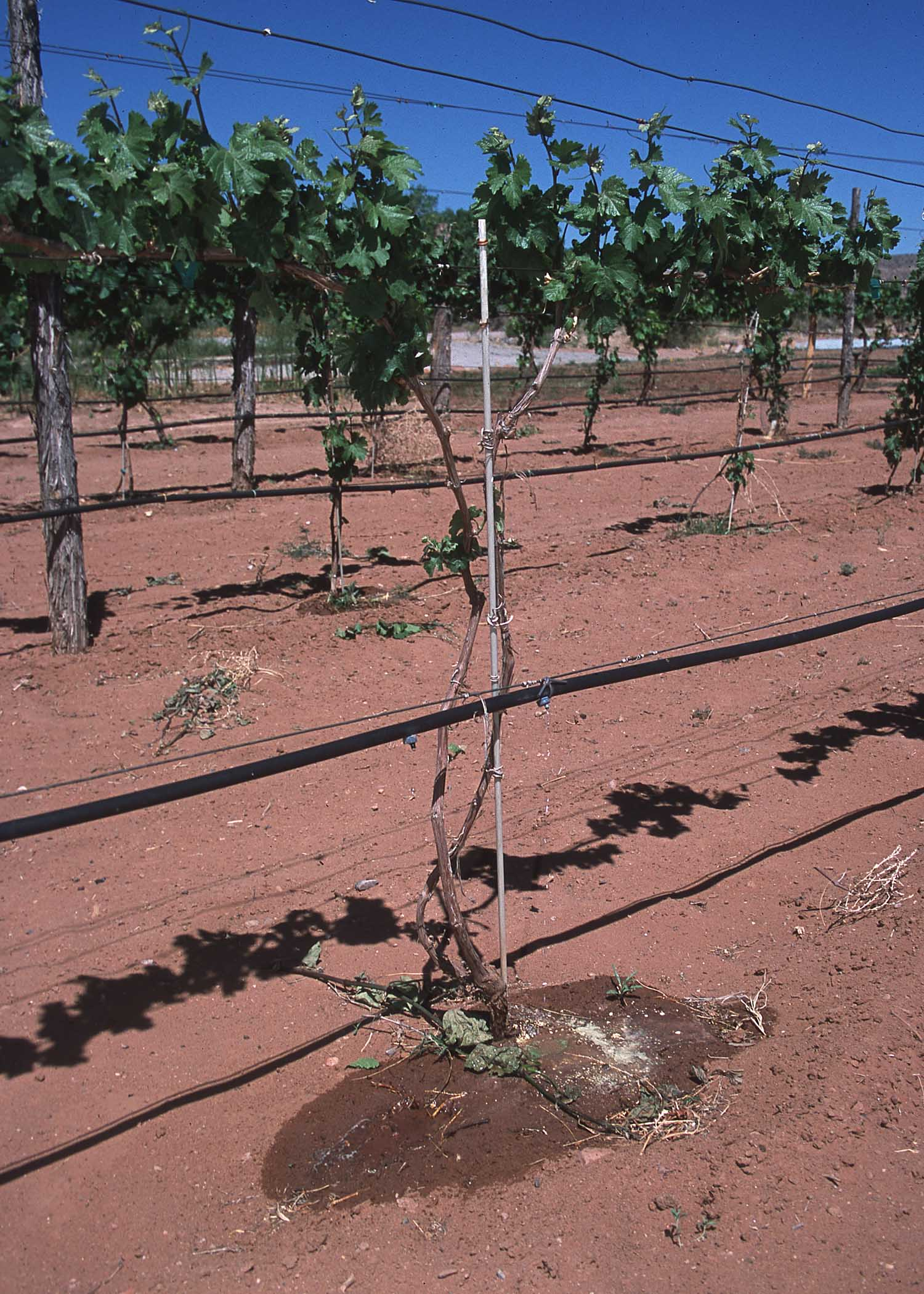
墨西哥葡萄园滴灌，2000年

滴灌是将一定数量的水和肥料一滴一滴地输送到植物根部的灌溉方法。滴灌为种植者提供了一种可准确控制的灌溉与施肥模式，可科学合理地保证作物的水分与养分需要，并且可以最大限度地利用有限的水资源。
滴灌产品可分为滴灌管、滴灌带、滴头、滴箭等等。一般滴灌管是指内镶滴头的滴灌管，滴头独立镶在滴灌管内壁，滴头间距一般为15cm、20cm、30cm、40cm、50cm、60cm、75cm等等。滴灌带是指流道为连续带状的镶在滴灌带内壁的或接缝处的一种产品，出水口间距多为10cm或15cm的倍数。滴头一般是指纽扣滴、或管上式滴头、或外置滴头，根据需要安装在PE管外面，间距由客户确定。滴箭实际上也是滴头的一种，分弯箭间和直箭。

## 历史
早期的滴灌系统出現在公元前的中國氾勝之書，現代的滴灌則是德國的實驗結果，後來在澳洲的乾地種殖作物，早期是由埋在地下多孔陶瓷管组成的。在塑料时代，由于使用塑料能生产出高质量的滴头、管材以及接头，滴灌系统被移到了地面上。在1930年代，滴灌系统主要用于欧洲的温室暖房里。它的特点是每株作物一个单独的滴头，使用清洁低压力的水灌溉。直到1960年代，这种方法的使用还是很有局限性的，當時滴灌设备用于蔬菜、果树、大田等，然而在以色列大量應用之後得到了飛速地发展。开发这个系统的目的是为了减少喷灌系统由于风的作用、水流、叶片表面及土壤表面的蒸腾对水的浪费，以及减少地块四周对水的浪费。第一个现代滴灌系统被安装在了地下。最初研发的人员包括锡姆哈·布莱斯、艾佛来·鲁兹、亚胡达·佐哈以及雅各布·莫泰斯。

## 優缺點

### 優點
- 降低肥料、養分和水的損失。
- 回收非飲用水可以安全地使用。
- 根區域內的水分可以保持在田地容量內。
- 減少雜草生長。
- 水通過每個噴嘴的輸出來控制，分配的均勻性高。
- 勞動力成本低於其他灌溉方式。
- 變化的供應可以通過調節閥和滴頭進行調節。
- 令葉子保持乾燥，減少疾病的風險。
- 壓力通常比其他類型的加壓灌溉更低，是能源成本較低的方式

### 缺點
- 初始成本巨大。
- 陽光會影響用於滴灌的管道，縮短其使用壽命。
- 如果水沒有正確過濾，設備維護不正確，將會導致堵塞。
- 灌溉者無法看到所應用的水，滴灌經驗不豐富的灌溉者很難正確掌控用水量。
- 採用滴灌的灌溉者需要在收穫後，還需對滴灌帶纏繞，處置，回收或再利用等問題進行後續處理，增加額外成本。
- 滴灌系統需要仔細研究所有相關因素，如土地的地形地貌、土壤、水、農作物和農業氣候條件，需要仔細考慮安裝深度和滴灌系統及其組件的適用性。
- 滴灌的主要目的是減少用水量，但是當其利用的水鹽鹼度高時，土壤的鹽鹼度將會逐漸升高，浸潤性變差，變得不宜種植作物。
- PVC管材容易被老鼠破壞，在這種情況下需要更換整個管道，增加開支。
- 滴灌系統不能使用於霜凍（如在噴灌系統的情況下）。

## 滴灌帶
滴灌帶是一種用於滴灌的薄壁滴灌線。
滴灌帶由聚乙烯製成，並在捲軸上平放銷售。壁厚度通常為4至25 英絲（0.1–0.6 mm）。較厚的帶狀膠帶通常用於永久地下滴灌和較薄壁的膠帶，用於高價值作物的臨時丟棄型系統。
水通過滴頭或滴液器流出滴灌帶。典型的發射器間距範圍為6至24英寸（150-600 mm）。在一些產品中，滴頭與滴灌帶同時製造，實際上是作為產品本身的一部分。在其他情況下，滴頭分開製造，並在生產時安裝。
一些產品不是一個滴灌帶，而是一個薄壁滴水，但是在流行的說法中，這兩種產品都稱為滴灌帶。典型的滴灌帶直徑為 5/8", 7/8",和 1-3/8",更長的直徑更常用於永久安裝。
滴灌帶是可回收材料，可以在塑料製造行業中重複使用。

## 用途

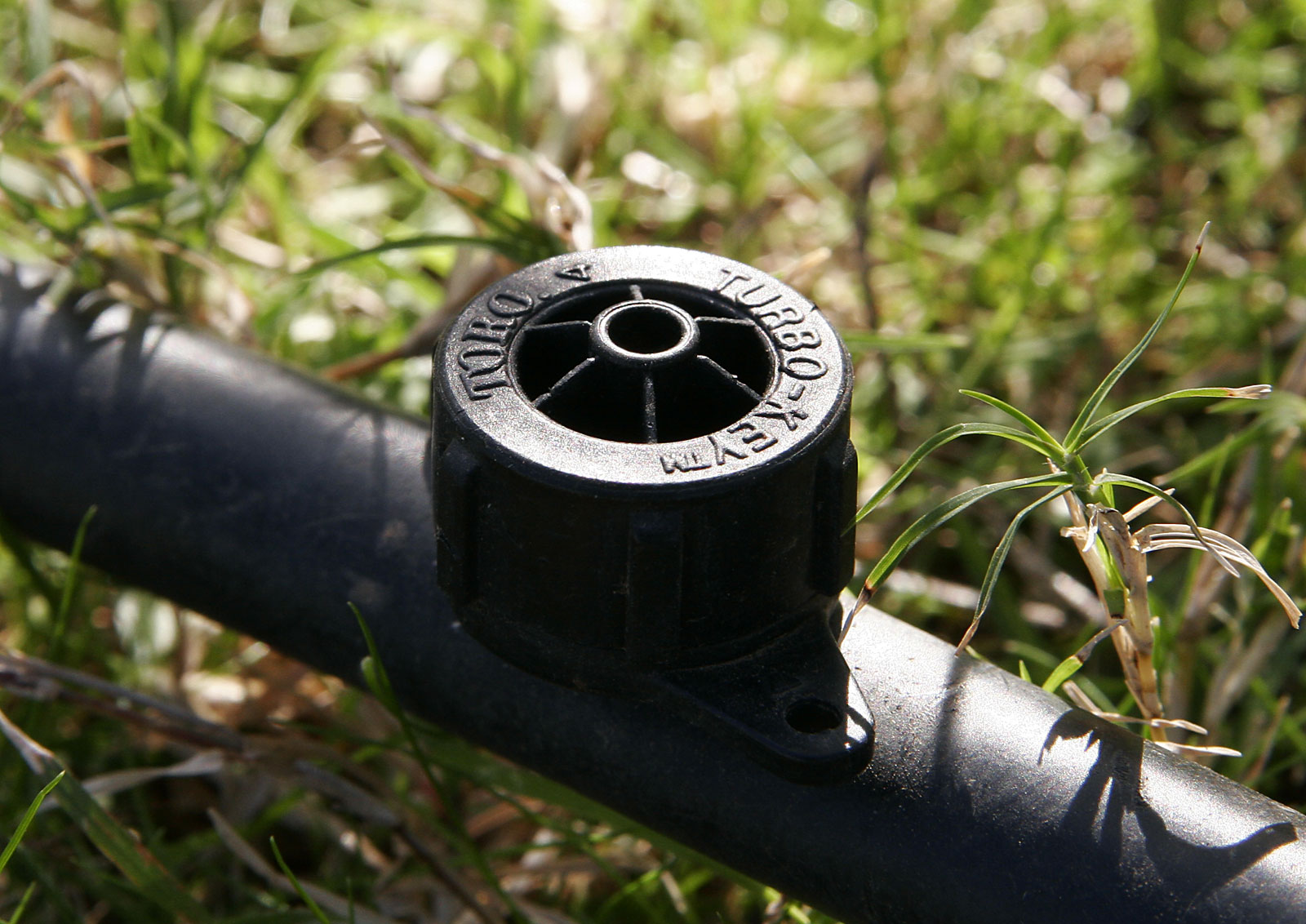
灌溉滴水

滴灌灌溉用於農場，商業溫室和住宅花匠。特別是對於椰子、集裝箱式景觀樹、葡萄、香蕉、茄子、柑橘、草莓、甘蔗、棉花、玉米和番茄等作物和樹木，滴灌特別適用於急性缺水地區。
水滴灌溉用於滴水包中的花園越來越受到業主的歡迎，並由計時器、軟管和滴頭組成。直徑4毫米的軟管用於灌溉花盆。

### 引用
1. ↑  s:氾勝之書 以三斗瓦甕埋著科中央，令甕口上與地平。盛水甕中，令滿。
2. ↑  Bainbridge, David A. . Agricultural Water Management. June 2001, 48 (2): 79–88  [23 October 2013]. doi:10.1016/S0378-3774(00)00119-0. （原始内容存档于2015-09-24）.
3. ↑  . trademarks.justia.com.   [2016-06-12].

### 書目
- 《灌溉施肥技术》